# Bisaltien
Bisaltien (även Bisaltia eller Bisaltica) var en antik region som sträckte sig från floden Strymon och sjön Kerkinitis i öster till Krestonien i väster. Idag ligger Bisaltien i prefekturerna Serres och en del av Thessaloniki i Grekland. 
Invånarna, som följaktligen kallades bisalter, var ett thrakiskt folk. Den viktigaste staden i Bisaltien var den grekiska staden Argilos. Det fanns en flod vid namn Bisaltes i området, vilken dock inte har blivit säkert identifierad.
Bisaltien styrdes, tillsammans med Krestonien, av en thrakisk prins vid tiden för Xerxes I:s av Persien invasion, men vid tiden för peloponnesiska krigets utbrott var det annekterat av Makedonien.